# جورج ييتس (لاعب كريكت)
جورج ييتس (21 أغسطس 1858 في المملكة المتحدة - 21 يوليو 1933 في المملكة المتحدة) (بالإنجليزية: George Yates)‏ هو لاعب كريكت بريطاني وبريطاني (وحمل سابقاً جنسية المملكة المتحدة لبريطانيا العظمى وأيرلندا). لعب مع نادي مقاطعة ديربيشاير للكريكت ‏.